# Go Youn-jung
Go Youn-jung (고윤정?, 高允贞?, Go Yun-jeongLR, Ko YunchŏngMR; Seul, 22 aprile 1996) è un'attrice sudcoreana.

## Biografia
Go Youn-jung è nata il 22 aprile 1996 a Seul e ha studiato arte contemporanea alla Seoul Women's University. Dopo la laurea ha firmato un contratto con la MMA Entertainment, lavorando inizialmente come modella negli spot pubblicitari di Sports, Nike, Giorgio Armani, Ritz Crackers e SK Telecom. Nel 2019 ha espresso il desiderio di dedicarsi alla recitazione, debuttando sul piccolo schermo con un cameo in Psychometric geunyeoseok.
Nel 2020, dopo un apprezzato cameo in The School Nurse Files, è apparsa nella serie Netflix Sweet Home nei panni di Park Yu-ri, una badante dal tragico passato. L'anno successivo ha ricoperto il ruolo secondario di Jeon Ye-seul, una studentessa di legge vittima di violenza di coppia, in Law School, mentre nel 2022 ha esordito sul grande schermo nel thriller d'azione Hunt. Quello stesso anno ha fatto una breve apparizione nella prima parte di Alchemy of Souls, ritornando poi nella seconda parte per interpretare la protagonista femminile.
Il 2023 l'ha vista impegnata con altre due serie, Una famiglia in fuga e Il gioco della morte. È stata inoltre scritturata come protagonista delle fiction Resident Playbook, spin-off di Hospital Playlist, e I sarang tong-yeok doena-yo?.

## Filmografia

### Cinema
- Hunt (헌트?, HeonteuLR), regia di Lee Jung-jae (2022)

### Televisione
- Psychometric geunyeoseok (사이코메트리 그녀석?, Sa-ikometeuri geunyeoseokLR) – serie TV (2019)
- The School Nurse Files (보건교사 안은영?, Bogeon-gyosa Ahn Eun-youngLR) – serie TV, episodio 3 (2020)
- Sweet Home (스위트홈?, Seu-witeuhomLR) – serie TV, 8 episodi (2020-2023)
- Law School (로스쿨?, RoseukeulLR) – serie TV, 16 episodi (2021)
- Rookie Cops (너와 나의 경찰수업?, Neo-wa na-ui gyeongchalsu-eopLR) – serie TV, episodio 4 (2022) – cameo
- Alchemy of Souls (환혼?, HwanhonLR) – serie TV, 18 episodi (2022-2023)
- Una famiglia in fuga (무빙?, MubingLR) – serie TV, 20 episodi (2023)
- Il gioco della morte (이재, 곧 죽습니다?, Ijae, got jukseubnidaLR) – serie TV, 7 episodi (2023)
- Light Shop (조명가게?, JomyeonggageLR) – serie TV, episodio 8 (2024)
- Resident Playbook (언젠가는 슬기로울 전공의생활?, Eonjen-ganeun seulgiro-ul jeongong-uisaenghwalLR) – serie TV, 12 episodi (2025)

## Riconoscimenti
- APAN Star Award
  - 2023 – Candidatura Miglior nuova attrice per Alchemy of Souls e Una famiglia in fuga[18]
- Asia Contents Award & Global OTT Award
  - 2023 – Miglior attrice esordiente per Una famiglia in fuga[19]
- Baeksang Arts Award
  - 2023 – Candidatura Miglior nuova attrice cinematografica per Hunt[20]
  - 2024 – Candidatura Miglior nuova attrice televisiva per Una famiglia in fuga[21]
- Blue Dragon Film Award
  - 2022 – Candidatura Miglior nuova attrice per Hunt[22]
- Blue Dragon Series Award
  - 2024 – Miglior nuova attrice per Una famiglia in fuga[23]
- Brand Customer Loyalty Award
  - 2023 – Astro nascente della recitazione[24]
  - 2024 – Attrice di tendenza[25]
- Buil Film Award
  - 2022 – Candidatura Miglior nuova attrice per Hunt[26]
- Cine21 Film Award
  - 2023 – Miglior nuova attrice per Una famiglia in fuga[27]
- Korea First Brand Award
  - 2024 – Premio astro nascente per Una famiglia in fuga[28]
- Premio Daejong
  - 2022 – Candidatura Miglior nuova attrice per Hunt[29]